# الآثار الجانبية للزواج (فلم)
الآثار الجانبية للزواج هو فيلم رومانسي كوميدي من إنتاج 2014 وبطولة فرحان اختر وفيديا بالان صدر الفيلم يوم 28 فبراير 2014. وتدور قصة الفيلم حول زوجين يواجهان عدة أحداث عقب زواجهما.

## روابط خارجية
- مقالات تستعمل روابط فنية بلا صلة مع ويكي بيانات